# Slepé rameno Orlice u loděnice
Slepé rameno Orlice u loděnice  je vodní plocha o rozloze 0,68 ha vzniklá jako slepé rameno řeky Orlice po provedení regulace řeky ve dvacátých letech 20. století. Jedná se o rybářskou lokalitu téměř v centru města Hradec Králové. Nachází se u Malšovického jezu. Lokalita je využívána jako loděnice vodními skauty a katedrou tělesné výchovy farmaceutické fakulty v Hradci Králové.

## Galerie

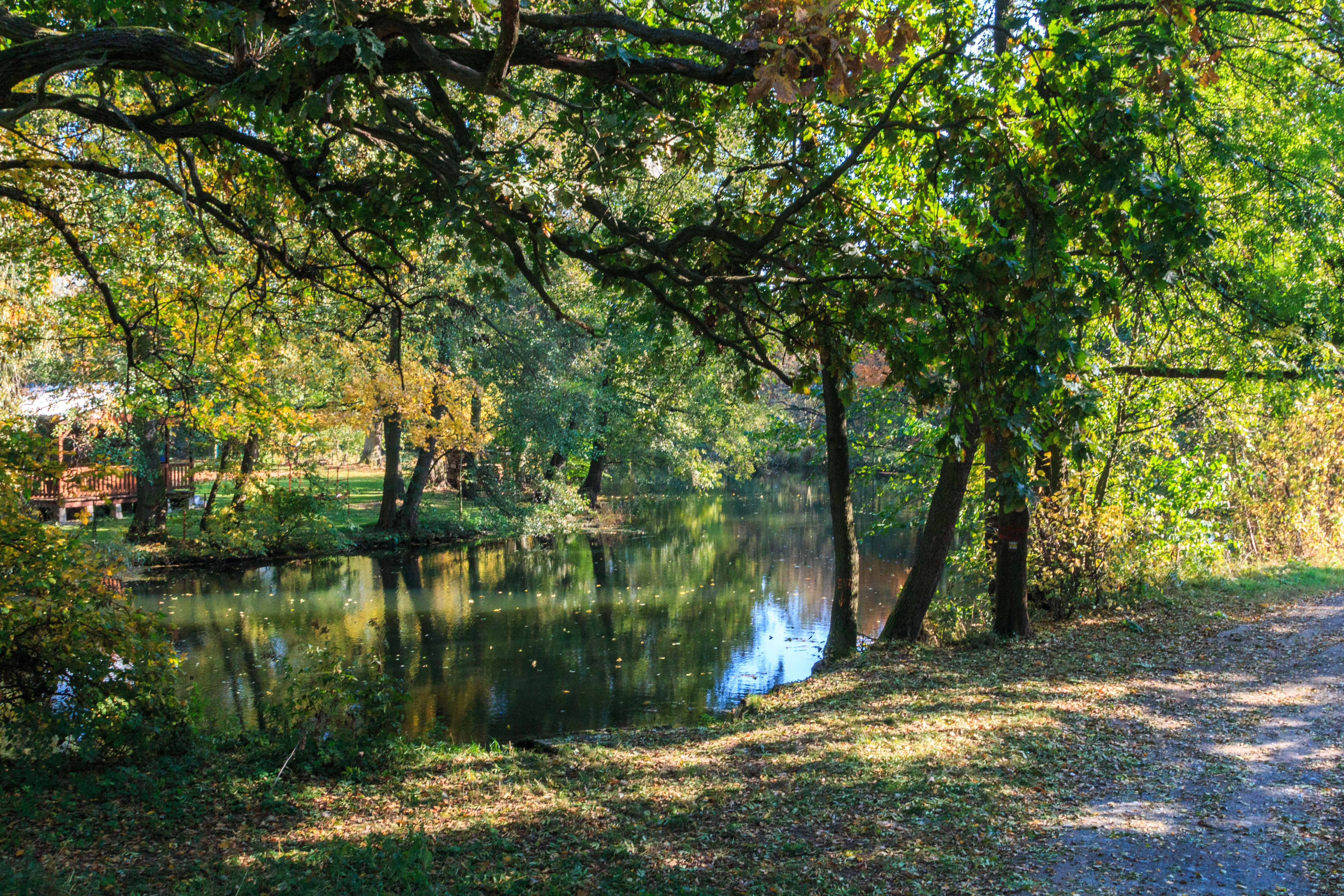
Slepé rameno Orlice u loděnice
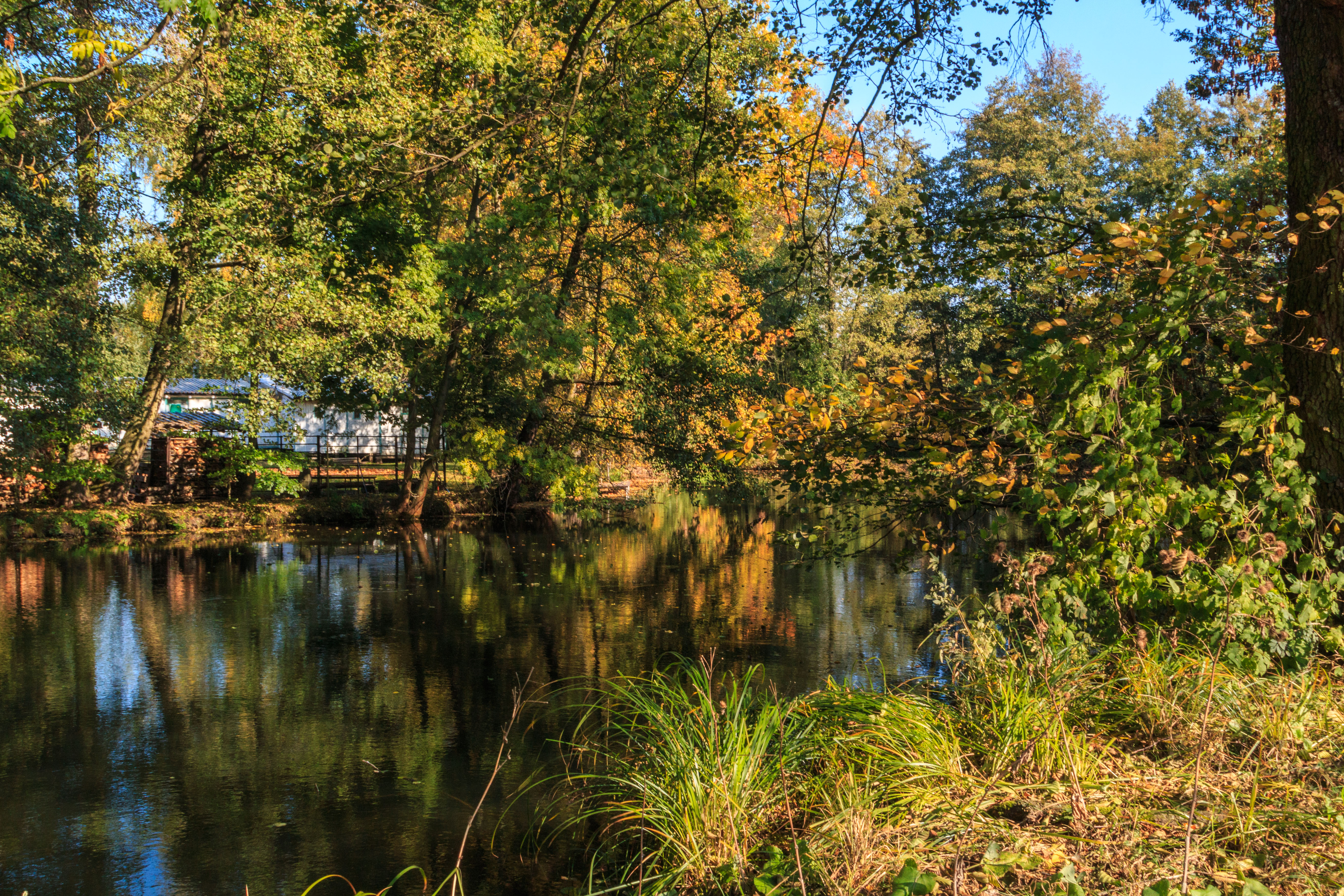
Slepé rameno Orlice u loděnice
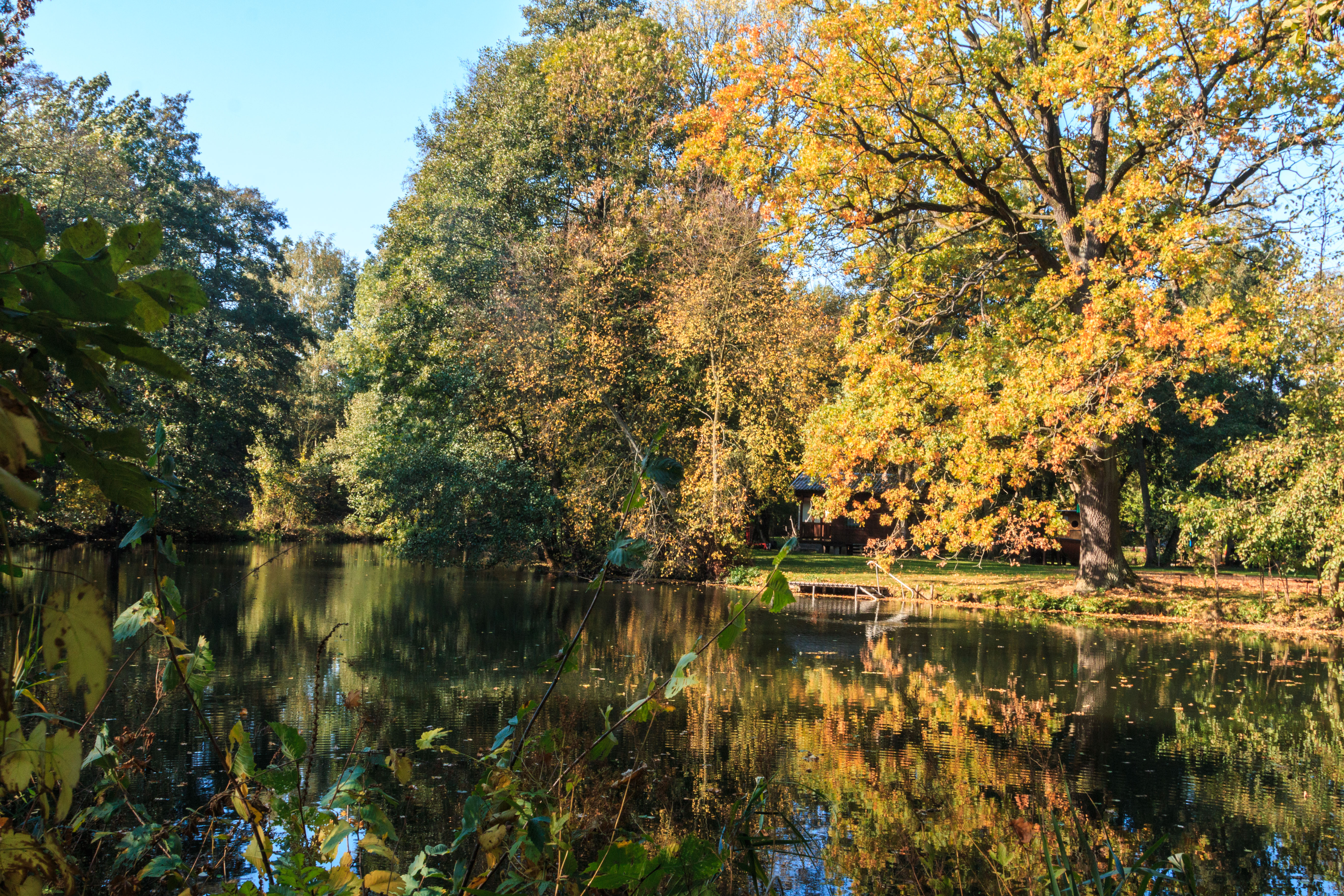
Slepé rameno Orlice u loděnice
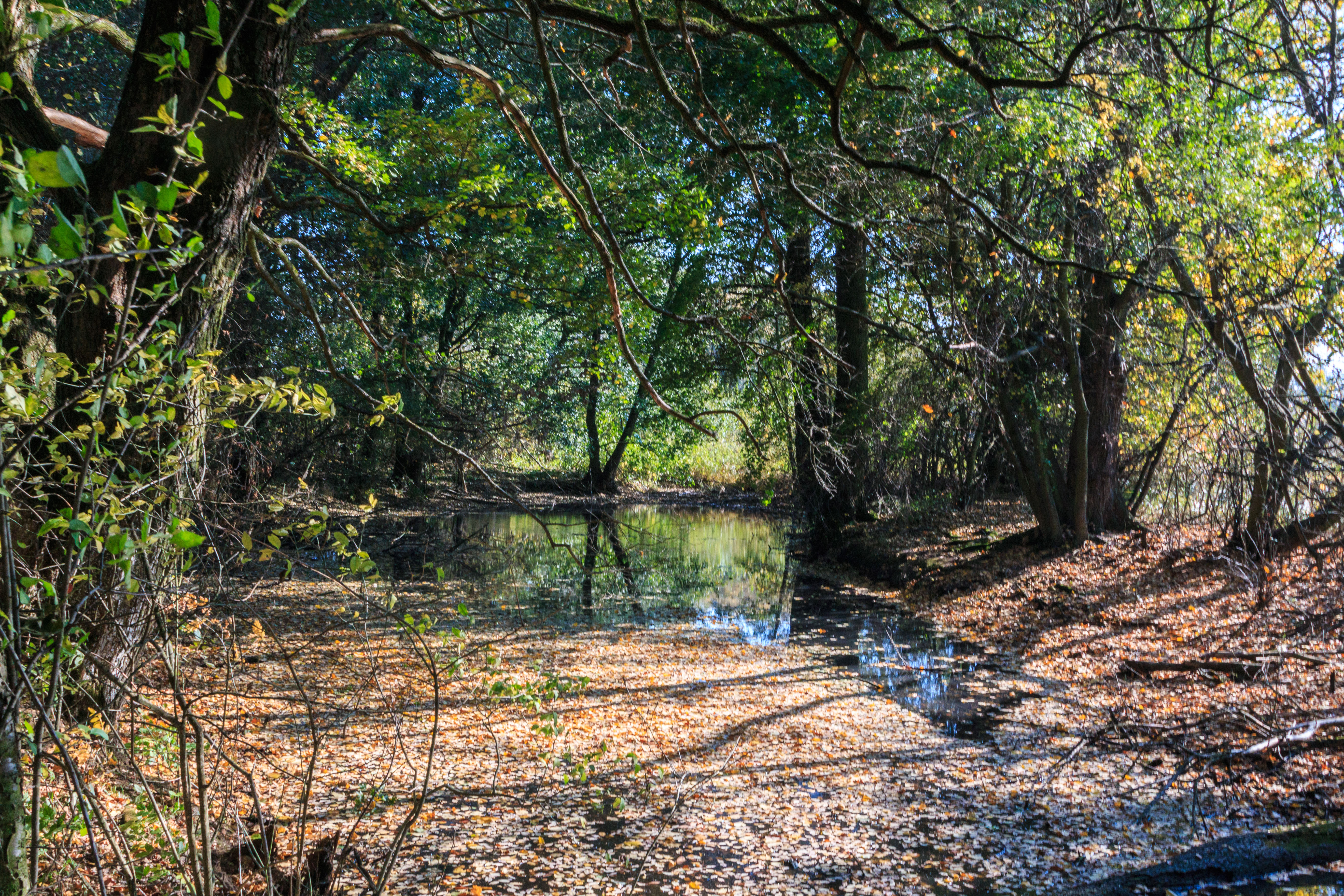
Slepé rameno Orlice u loděnice